# Aurel Vernescu
Aurel Vernescu (Bucarest, 23 de enero de 1939-Bucarest, 1 de diciembre de 2008) fue un deportista rumano que compitió en piragüismo en la modalidad de aguas tranquilas.
Participó en cuatro Juegos Olímpicos de Verano entre los años 1960 y 1972, obteniendo un total de tres medallas, dos de bronce y una de plata. Ganó once medallas en el Campeonato Mundial de Piragüismo entre los años 1963 y 1971, y dieciséis medallas en el Campeonato Europeo de Piragüismo entre los años 1961 y 1969.

## Palmarés internacional
| Juegos Olímpicos   | Juegos Olímpicos       | Juegos Olímpicos  | Juegos Olímpicos |
| Año                | Lugar                  | Medalla           | Evento           |
| ------------------ | ---------------------- | ----------------- | ---------------- |
| 1964               | Tokio (Japón)          | Medalla de bronce | K1 1000 m        |
| 1964               | Tokio (Japón)          | Medalla de bronce | K4 1000 m        |
| 1972               | Múnich (RFA)           | Medalla de plata  | K4 1000 m        |
| Campeonato Mundial |                        |                   |                  |
| Año                | Lugar                  | Medalla           | Evento           |
| 1963               | Jajce (Yugoslavia)     | Medalla de oro    | K1 500 m         |
| 1963               | Jajce (Yugoslavia)     | Medalla de plata  | K1 1000 m        |
| 1963               | Jajce (Yugoslavia)     | Medalla de oro    | K1 4 × 500 m     |
| 1963               | Jajce (Yugoslavia)     | Medalla de plata  | K2 500 m         |
| 1966               | Berlín Oriental (RDA)  | Medalla de oro    | K1 500 m         |
| 1966               | Berlín Oriental (RDA)  | Medalla de bronce | K1 4 × 500 m     |
| 1966               | Berlín Oriental (RDA)  | Medalla de oro    | K2 500 m         |
| 1966               | Berlín Oriental (RDA)  | Medalla de plata  | K2 1000 m        |
| 1970               | Copenhague (Dinamarca) | Medalla de plata  | K1 4 × 500 m     |
| 1970               | Copenhague (Dinamarca) | Medalla de plata  | K2 500 m         |
| 1971               | Belgrado (Yugoslavia)  | Medalla de plata  | K1 4 × 500 m     |
| Campeonato Europeo |                        |                   |                  |
| Año                | Lugar                  | Medalla           | Evento           |
| 1961               | Poznań (Polonia)       | Medalla de oro    | K1 500 m         |
| 1963               | Jajce (Yugoslavia)     | Medalla de oro    | K1 500 m         |
| 1963               | Jajce (Yugoslavia)     | Medalla de plata  | K1 1000 m        |
| 1963               | Jajce (Yugoslavia)     | Medalla de oro    | K1 4 × 500 m     |
| 1963               | Jajce (Yugoslavia)     | Medalla de plata  | K2 500 m         |
| 1965               | Bucarest (Rumania)     | Medalla de oro    | K1 500 m         |
| 1965               | Bucarest (Rumania)     | Medalla de oro    | K1 4 × 500 m     |
| 1965               | Bucarest (Rumania)     | Medalla de plata  | K2 1000 m        |
| 1965               | Bucarest (Rumania)     | Medalla de plata  | K4 1000 m        |
| 1967               | Duisburgo (RFA)        | Medalla de oro    | K1 500 m         |
| 1967               | Duisburgo (RFA)        | Medalla de oro    | K1 4 × 500 m     |
| 1967               | Duisburgo (RFA)        | Medalla de plata  | K2 500 m         |
| 1967               | Duisburgo (RFA)        | Medalla de oro    | K2 1000 m        |
| 1969               | Moscú (URSS)           | Medalla de plata  | K1 500 m         |
| 1969               | Moscú (URSS)           | Medalla de plata  | K1 4 × 500 m     |
| 1969               | Moscú (URSS)           | Medalla de oro    | K2 500 m         |